# Ignacio de Arteaga
Ignacio de Arteaga y Bazán (Aracena, 17 febbraio 1731 – 1783) è stato un navigatore ed esploratore spagnolo.
Ufficiale dell'Armada Española, viene ricordato per aver effettuato un importante viaggio di esplorazione nel nord-ovest del Pacifico del Nord America, raggiungendo le coste dell'attuale Alaska; un viaggio che aveva lo scopo di valutare la presenza russa nella zona, che gli spagnoli consideravano di loro esclusiva sovranità.

## Biografia
Nato ad Aracena, in Andalusia, da genitori baschi di nobile lignaggio, ad Arteaga fu possibile accedere all'accademia navale di Cadice. Entrò come guardiamarina nel 1747 e, dopo la laurea nel 1754, ottenne il grado di sottotenente. Dopo aver prestato servizio su diverse navi e in diversi luoghi fu trasferito a L'Avana nel 1766 e ottenne il suo primo comando sullo sloop Vibora. Nel 1767 fu promosso tenente della nave.
Nel 1771 Arteaga ritornò in Spagna e cercò di sposarsi benché privo di alcuni requisiti reali e permessi ecclesiastici. Il sacerdote che stava per officiare la cerimonia rifiutò e Arteaga fece appello al tribunale ecclesiastico. Durante il procedimento divenne aggressivo e offensivo e, di conseguenza, fu imprigionato per tre anni nel carcere dell'arsenale navale di La Carraca, a Cadice.
Nel 1774 fu rilasciato. Sebbene gli fosse stato permesso di continuare la sua carriera nella Marina, fu esiliato nella remota stazione navale di San Blas, sulla costa occidentale della Nuova Spagna. Arrivò a San Blas nel 1775 e quattro anni dopo, nel 1779, gli fu dato il comando di una spedizione in Alaska. Due fregate facevano parte della spedizione: la Favorita, al comando di Arteaga, e La Princesa, comandata da Juan Francisco de la Bodega y Quadra, che aveva a bordo come secondo ufficiale Francisco Antonio Mourelle. Obiettivi della spedizione erano valutare la penetrazione russa in Alaska, la ricerca del passaggio a nord-ovest e la cattura di James Cook, se lo avessero trovato in acque spagnole. Arteaga e Bodega y Quadra non trovarono Cook, che era stato assassinato alle Hawaii nel febbraio dello stesso anno (1779).

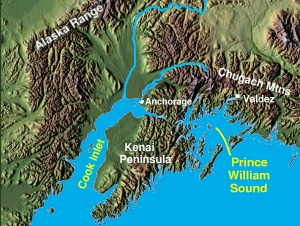
Lo stretto di Prince William

Le due fregate salparono da San Blas dirette alla baia di Bucareli (nell'attuale Alaska). Il viaggio di 81 giorni fu relativamente veloce, lasciando il tempo per ulteriori esplorazioni. Arteaga e Bodega y Quadra studiarono attentamente la baia Bucareli e poi andarono a nord verso l'attuale Port Etches sull'isola di Hinchinbrook, vicino all'ingresso dello stretto di Prince William. Mentre le navi erano ancorate, Arteaga sbarcò per eseguire una cerimonia formale di possesso: tutti gli ufficiali e i cappellani scesero a terra in processione, una grande croce fu eretta, mentre i cannoni e i moschetti sparavano diversi salve. Fu cantato il Te Deum, seguito da una litania e diverse preghiere. Dopo la predica di un sermone, fu celebrato l'atto formale di possesso, firmato dagli ufficiali e dai cappellani. Arteaga battezzò il sito Puerto de Santiago, in commemorazione del santo patrono della Spagna, che si celebra il 25 luglio. L'intitolazione di Puerto de Santiago fu importante anni in seguito, poiché costituì la base della pretesa di sovranità della Spagna nel Pacifico settentrionale fino a 61º 17' N.
Arteaga e Bodega y Quadra esplorarono anche la baia di Cook e la penisola di Kenai, dove tennero una cerimonia di presa di possesso il 2 agosto 1779 in quello che ora è chiamato Port Chatham. A causa di varie malattie diffusesi tra l'equipaggio Arteaga decise di tornare a sud. L'8 settembre, le imbarcazioni si riunirono e iniziarono il viaggio di ritorno a San Blas.
Anche se gli spagnoli erano soliti mantenere il riserbo sui loro viaggi di esplorazione e sulle scoperte fatte, il viaggio del 1779 di Arteaga e Bodega y Quadra fu reso ampiamente noto. La Perouse ottenne una copia della loro mappa, che fu pubblicata nel 1798. Il diario di bordo Mourelle venne acquisito e pubblicato a Londra nel 1798 da Daines Barrington.
Dopo essere tornato a San Blas, Arteaga richiese e ottenne il perdono reale e il ripristino della sua pensione. Non riprese a navigare a causa di problemi di salute e prestò servizio come comandante del dipartimento navale di San Blas fino alla sua morte nel 1783. Poco prima di morire fu promosso a capitano di fregata, la sua prima promozione in 16 anni.